# Cataplana

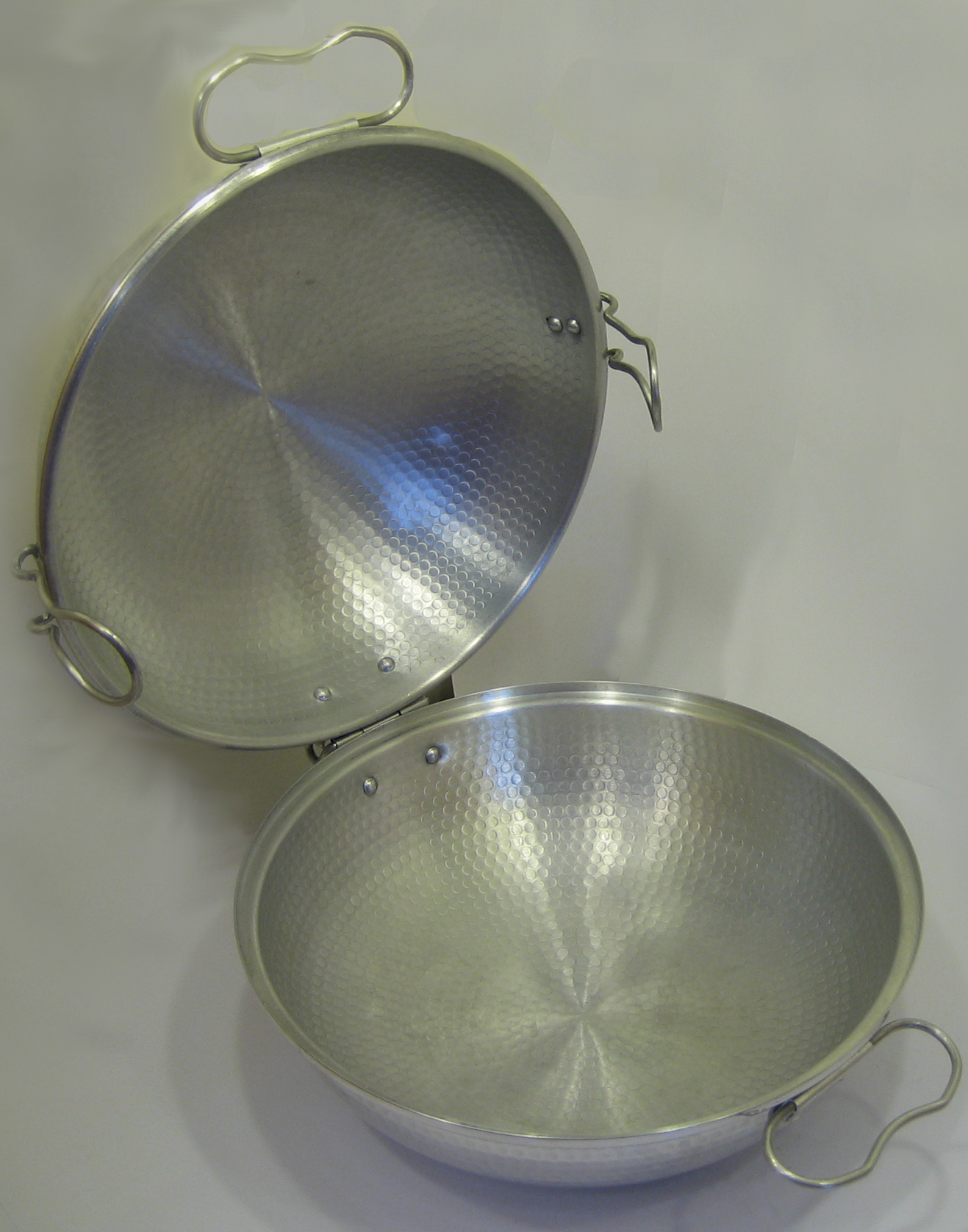
Geopende Cataplana

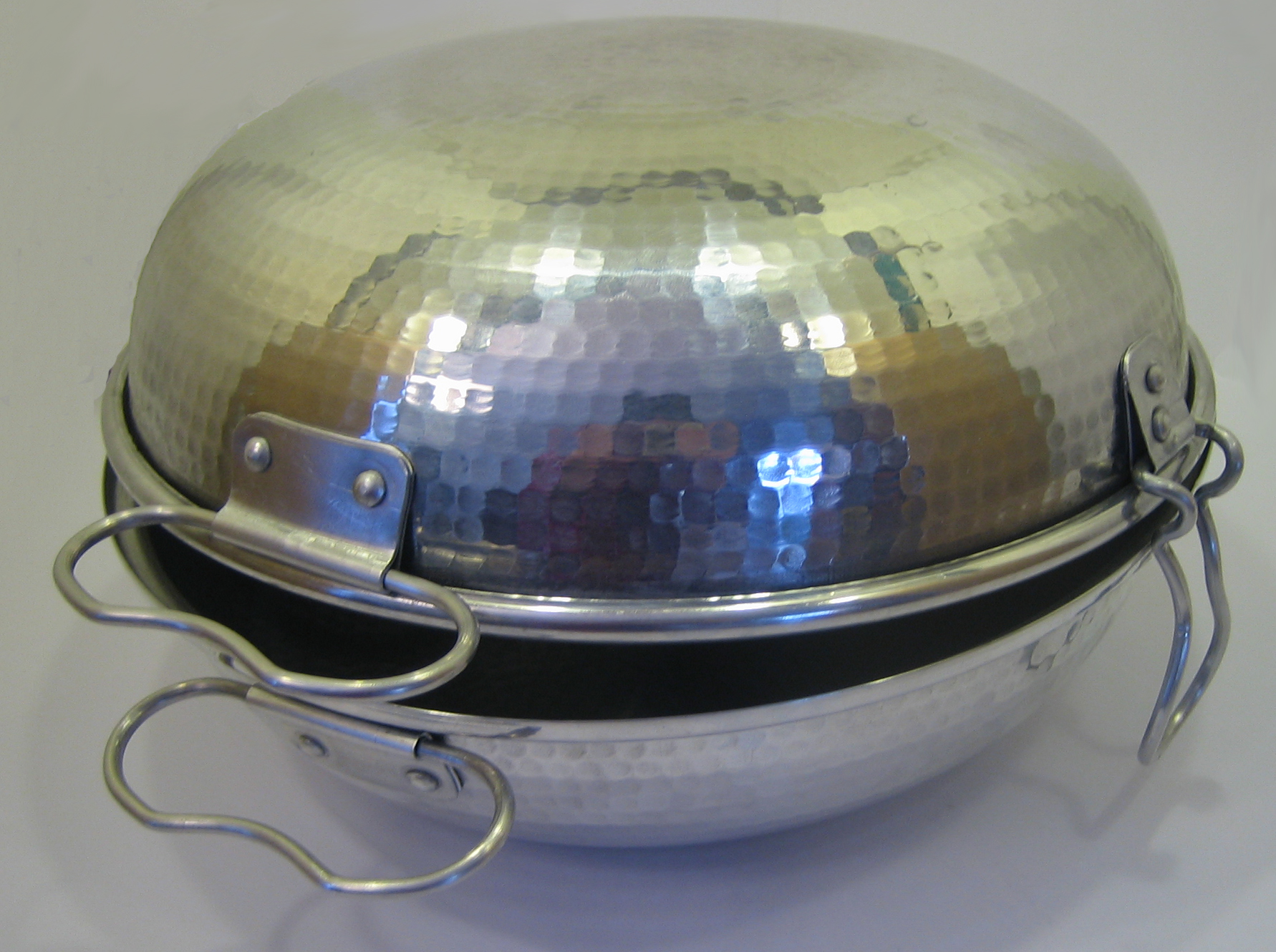
Gesloten cataplana

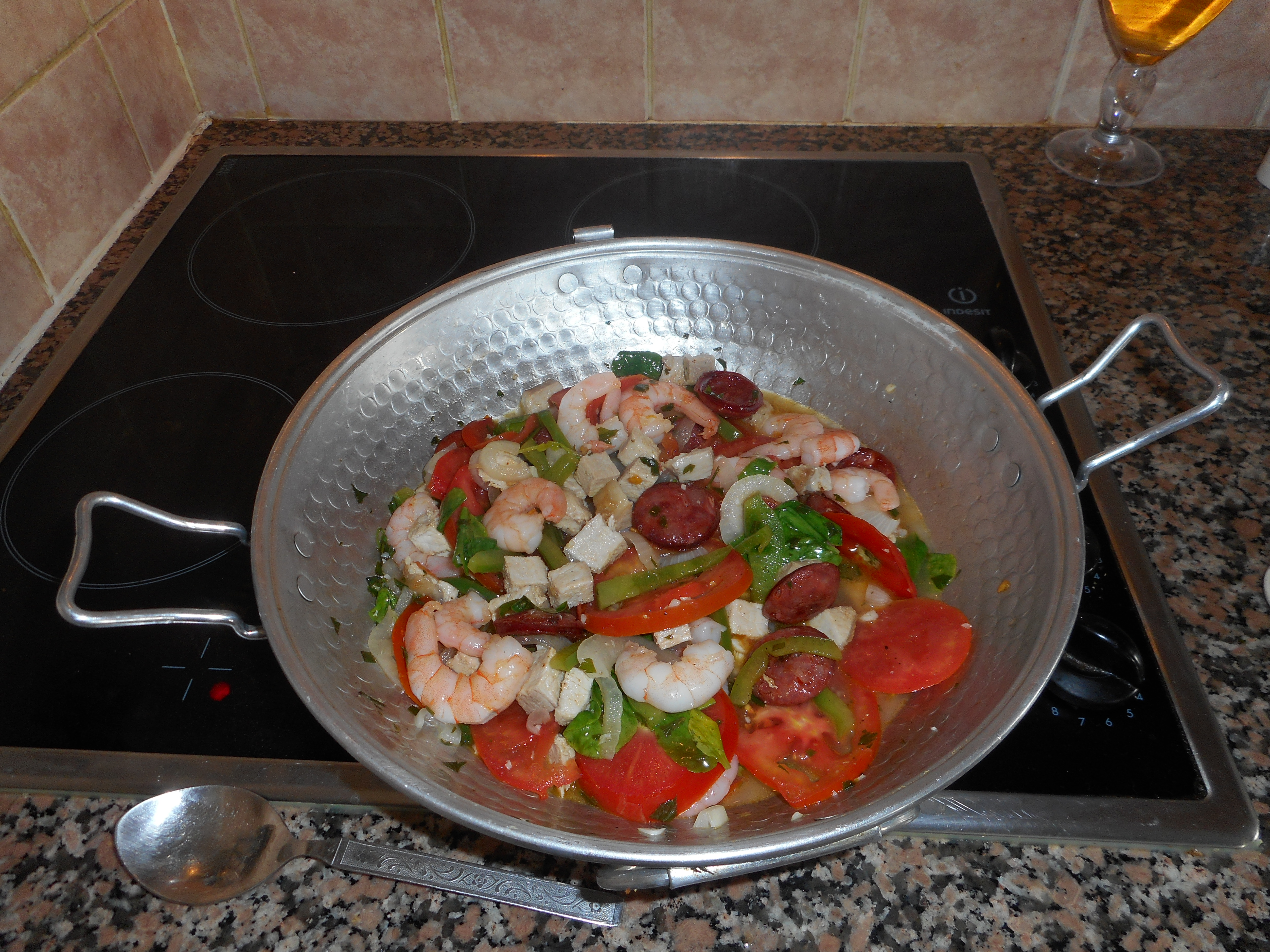
Bereiding van cataplana met o.a. garnalen en chouriço

Een cataplana is een kookgerei dat wordt gebruikt om Portugese visgerechten te bereiden, populair in de zuidelijke regio Algarve . Het is tevens ook de naam van een typisch gerecht uit deze streek dat men bereidt in deze pot. De kookpan kan worden gebruikt voor het koken van een grote verscheidenheid aan ingrediënten, maar cataplana's met garnalen, kokkels en varkensvlees zijn de meest populaire voorkomende op de menu's . Volgens The Oxford Companion to Food is amêijoas na cataplana (mosselen in cataplana) het bekendste gerecht dat in een cataplana wordt gemaakt. De cataplana is traditioneel gemaakt van koper en heeft de vorm van twee schalen die aan één zijde vasthangen met scharnieren. Aan de andere zijden bevinden zich drie klemmen waarmee de pot afgesloten kan worden. Op deze manier kan het functioneren als snelkookpan . Cataplana's kunnen ook van aluminium worden gemaakt.